# 拉布瓦斯
拉布瓦斯（法語：La Boisse，法語發音：[la bwas] ⓘ）是法国东部安省的一个市镇，属于布雷斯地区布尔格区。

## 地理
拉布瓦斯（45°50'32"N, 5°2'8"E）面积9.4 平方千米，位于法国奥弗涅-罗讷-阿尔卑斯大区安省，该省份为法国东部省份，北起汝拉省，西北接索恩-卢瓦尔省，西接罗讷省和里昂大都会，南至伊泽尔省，东与萨瓦省、上萨瓦省和瑞士接壤。
与拉布瓦斯接壤的市镇（或旧市镇、城区）包括：贝诺、达尼厄、蒙吕埃勒、涅夫罗、蒂勒、特拉穆瓦。
拉布瓦斯的时区为UTC+01:00、UTC+02:00（夏令时）。

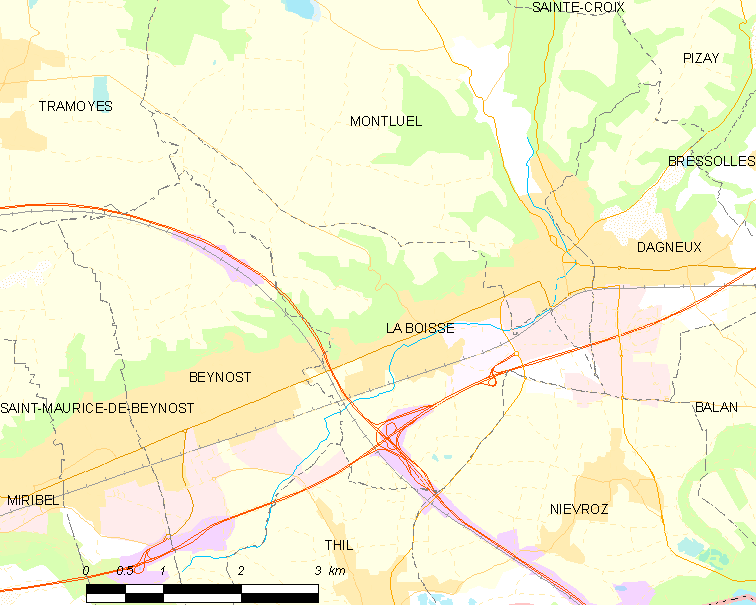
拉布瓦斯的OSM定位图

## 行政
拉布瓦斯的邮政编码为01120，INSEE市镇编码为01049。

## 政治
拉布瓦斯所属的省级选区为米里贝勒县。

## 人口

1962-2008年间拉布瓦斯人口变化图示

拉布瓦斯于2022年1月1日时的人口数量为3401人。